# Kościół Narodzenia NMP w Jednorożcu
Kościół Narodzenia NMP – rzymskokatolicki kościół, który znajdował się we wsi Jednorożec, w latach 1917–1984 kościół parafialny parafii pw. św. Floriana w Jednorożcu. Rozebrany w 1989 roku.

## Historia

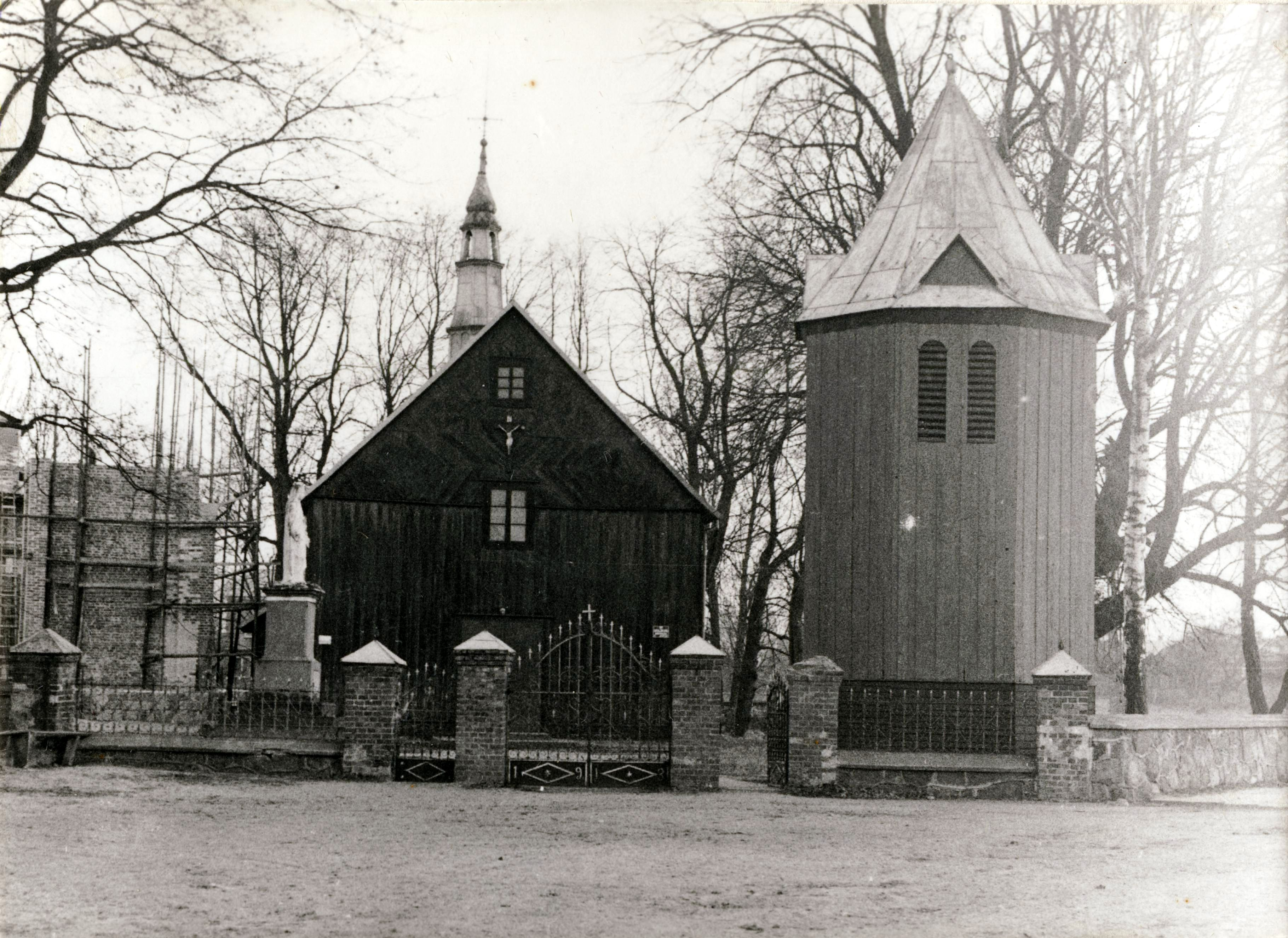
Kościół pw. Narodzenia NMP w Jednorożcu, z prawej dzwonnica z 1929, z lewej budowa nowego murowanego kościoła (1984)

W 1915, w wyniku działań wojennych, kościół pw. Narodzenia NMP w Jednorożcu, zbudowany w 1862, spłonął. Latem kolejnego roku, kiedy do nowo utworzonej parafii Jednorożec skierowano ks. Konstantego Lewandowskiego, rozpoczęto przygotowania do budowy nowej świątyni. Ksiądz wystarał się o przydział drewna z lasów rządowych, które kontrolował okupant niemiecki. Kościół zbudowali miejscowi gospodarze kierowani przez majstra Walentego Ferenca (1889–1957) z Jednorożca, który został projektantem i głównym budowniczym. W tartaku w Stegnie Żyd Maurycy Rychert (Rajchert) obrobił drewno, obniżając cenę za usługę. Parafianie przekazywali na budowę kościoła datki pieniężne, ale te spływały też z zewnątrz, np. za pomocą prasy diecezjalnej.
Kościół był gotowy w czerwcu 1917. Prawdopodobnie w 1918 poświęcił go dziekan przasnyski ks. Józef Piekut. Świątynia uzyskała wezwanie Narodzenia NMP, podobnie jak poprzedni kościół, ale też jak miejska cerkiew w Przasnyszu, z której sprowadzono ikonostas i przerobiono na ołtarze ustawione w jednorożeckiej świątyni.

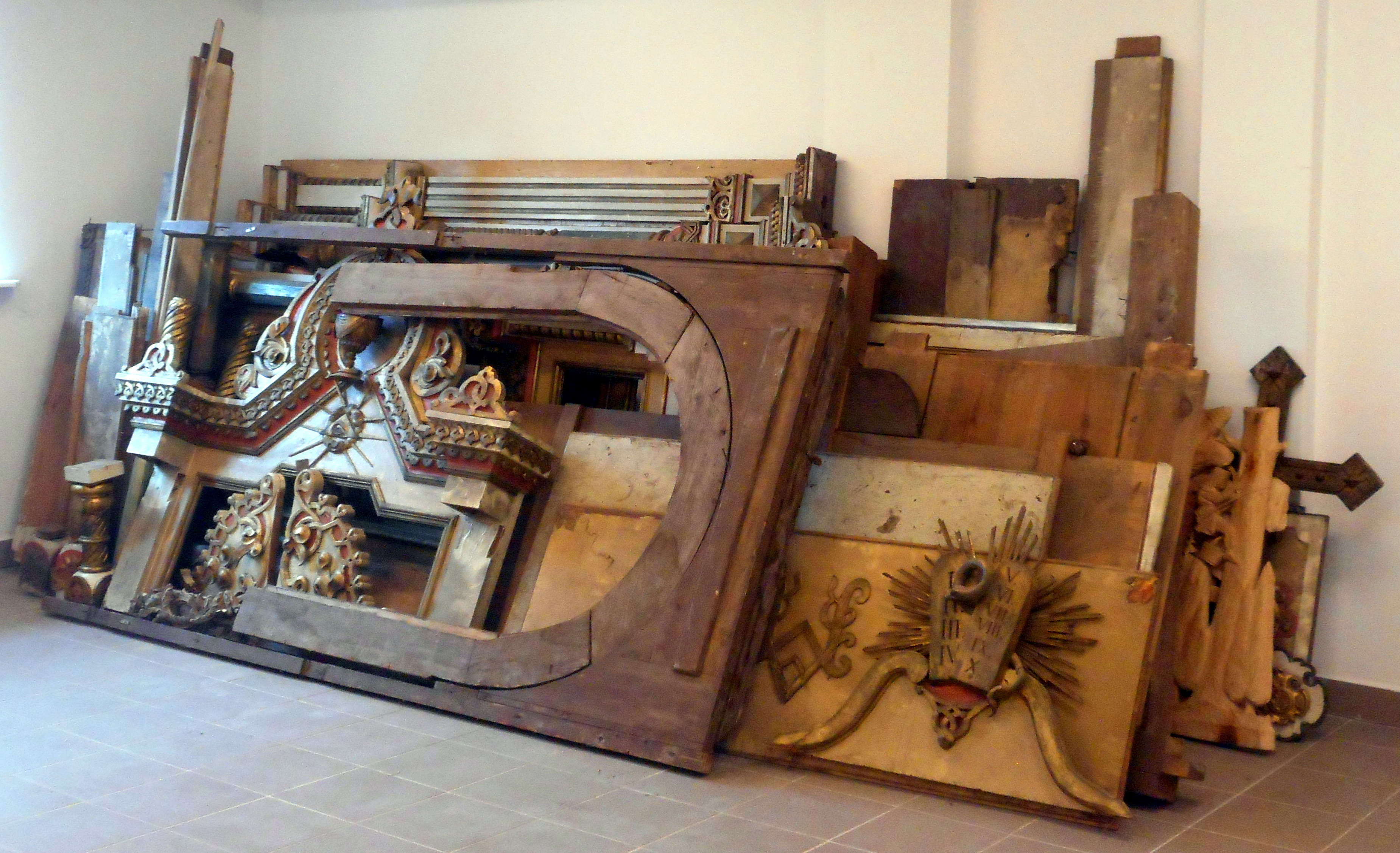
Ołtarze z kościoła pw. Narodzenia NMP w Jednorożcu w magazynie Muzeum Diecezjalnego w Łomży

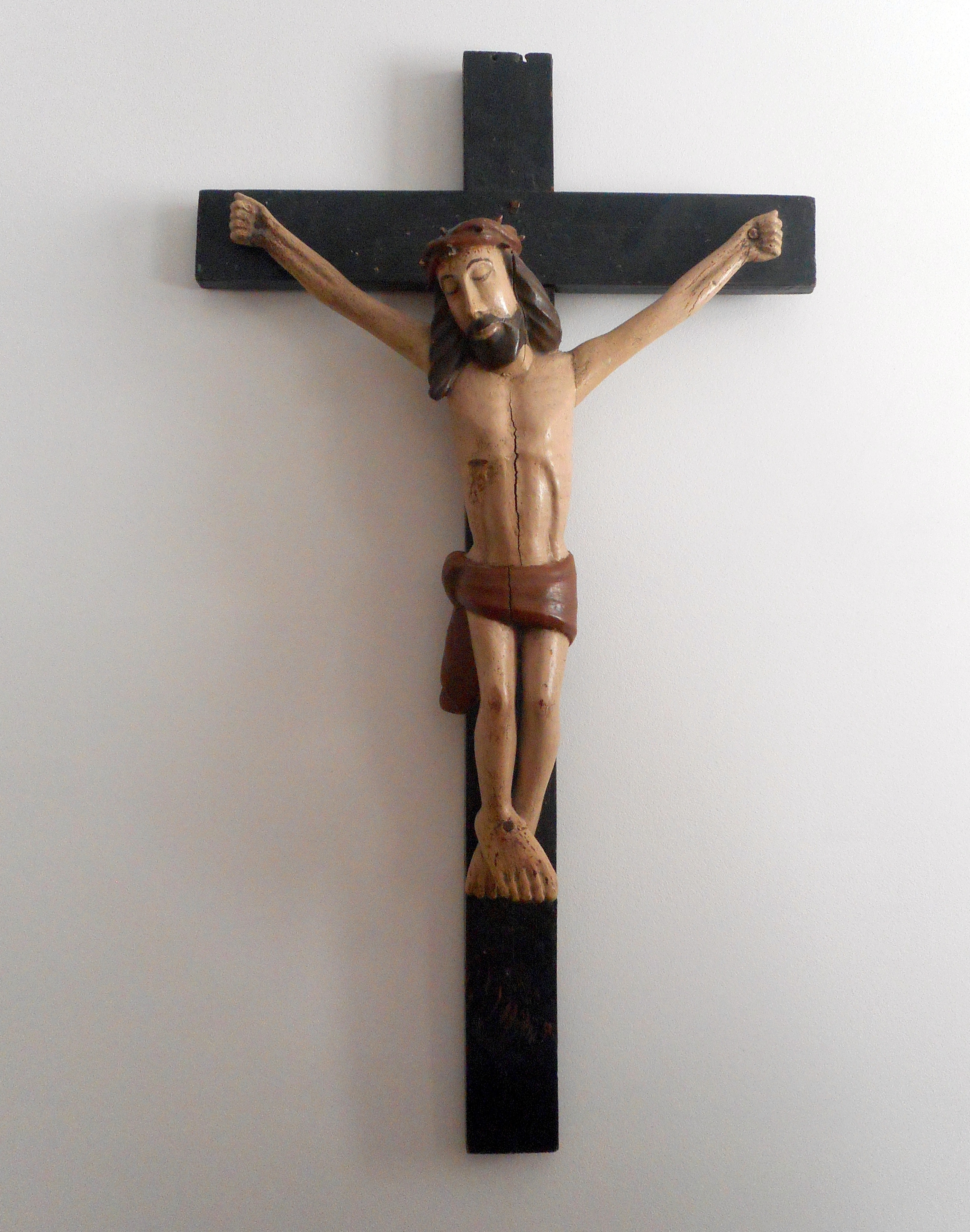
Krucyfiks z kościoła pw. Narodzenia NMP w Jednorożcu na wystawie w Muzeum Diecezjalnym w Łomży

W czasie II wojny światowej Niemcy uszkodzili dach kościoła i wybili wszystkie okna. Między 1942 a 16 stycznia 1945 r. kościół wyłączono z użytku kultowego i przeznaczono na magazyn zboża, magazyn wojskowy i czasowo kuźnię. Do jesieni 1953 kościół wyremontowano.
W 1961 kościół pokryto polichromią, którą wykonał artysta Józef Murgrabia z Warszawy. Już wcześniej kościół był dekorowany, ponieważ wierni wspominają kurpiowskie motywy na ścianach i niebieski sufit imitujący niebo z gwiazdami. W roku 1962 odnowiono ołtarze główny i boczne, ambonę i chrzcielnicę, co upamiętniały inskrypcje z tyłu ołtarza. Prace wykonali Jerzy i Apolonia Spinek z pomocą Stanisława Sztyka i Zygmunta Koziołka. W 1962 pokryty polichromią kościół poświęcił biskup Jan Wosiński.
Po II soborze watykańskim w kościele umieszczono ołtarz soborowy.
W 1971 do rejestru zabytków wpisano ołtarz główny z kościoła w Jednorożcu (określany jako klasycystyczny z wieku XIX) i ludowy krucyfiks z I połowy XIX wieku.
W latach 1983–1986 w Jednorożcu wystawiono nowy murowany kościół pw. Wniebowzięcia NMP. Budowano go na tyle blisko drewnianej świątyni, by można było użyć argumentu o konieczności jej rozbiórki. W latach 1984–1989 stary drewniany kościół nie był użytkowany na cele kultowe, mieścił stolarnię i magazyn materiałów budowlanych.
3 kwietnia 1985 drewniany kościół pw. Narodzenia NMP w Jednorożcu został wpisany do rejestru zabytków z powodu wartości kulturowych i wieku.
W 1986 mieszkańcy Bud Rządowych i Nakła chcieli przenieść do Bud Rządowych zabytkowy kościół z Jednorożca. Powodem były trudności w dotarciu do kościoła w Jednorożcu. Nie uzyskano zgody Wydziału ds. Wyznań Urzędu Wojewódzkiego w Ostrołęce. Wierni zrezygnowali z pomysłu, ponieważ utrzymanie kościoła w Budach Rządowych byłoby kosztowne, nie uzyskali od ziomków z innych wsi deklaracji pomocy przy przeniesieniu budowli, co więcej, zaangażowali się finansowo w budowę nowego kościoła, który wówczas ukończono. Nie zrealizowano pomysłu przeniesienia kościoła do Skansenu Kurpiowskiego w Nowogrodzie z powodu kosztów i braku miejsca w muzeum.
Wiosną 1989 r. kościół pw. Narodzenia NMP, decyzją ks. Mariana Mecha i niezgodnie z zaleceniami Wojewódzkiego Konserwatora Zabytków w Ostrołęce Bernarda Kielaka, został rozebrany. Kościół skreślono z listy zabytków w roku 1989 decyzją podsekretarza stanu w Ministerstwie Kultury i Sztuki w Warszawie.
Część wyposażenia spalono. W roku 1988 ołtarz boczny z obrazem Chrystusa w Getsemani przeniesiono do kaplicy pw. św. Piotra i Pawła w Rudnie Jeziorowym. W 2011 ołtarz główny ze starego kościoła razem z elementami jego wyposażenia (obrazy, tabernakulum) i drewnianym ludowym krzyżem przekazano do Muzeum Diecezjalnego w Łomży. Stolarka okienna, ambona, chrzcielnica i dwa konfesjonały przechowywane są w dzwonnicy w Jednorożcu, inne drobniejsze przedmioty, jak stacje drogi krzyżowej – w pomieszczeniu przy chórze muzycznym. Niektóre obrazy i inne elementy z drewnianego kościoła (wieczna lampka, żyrandole) stanowią wyposażenie nowego kościoła.

## Architektura
Kościół zbudowano z drewna sosnowego, ustawiono na kamiennej podmurówce na zaprawie cementowej. Ściany wykonano w konstrukcji słupowo-ryglowej, z obu stron były szalowane deskami. Świątynia miała krokwiowo-jętkową więźbę dachową, dach był dwuspadowy. Kościół stanął na planie prostokąta. Miał 23 m długości, 9,5 m szerokości i 14 m wysokości. Wysokość dachu w kalenicy to 10 m, a wysokość wieży wynosiła 15 m. Kościół nie był orientowany. Powierzchnia użytkowa kościoła to 225 m², a kubatura 1462,5 m³.

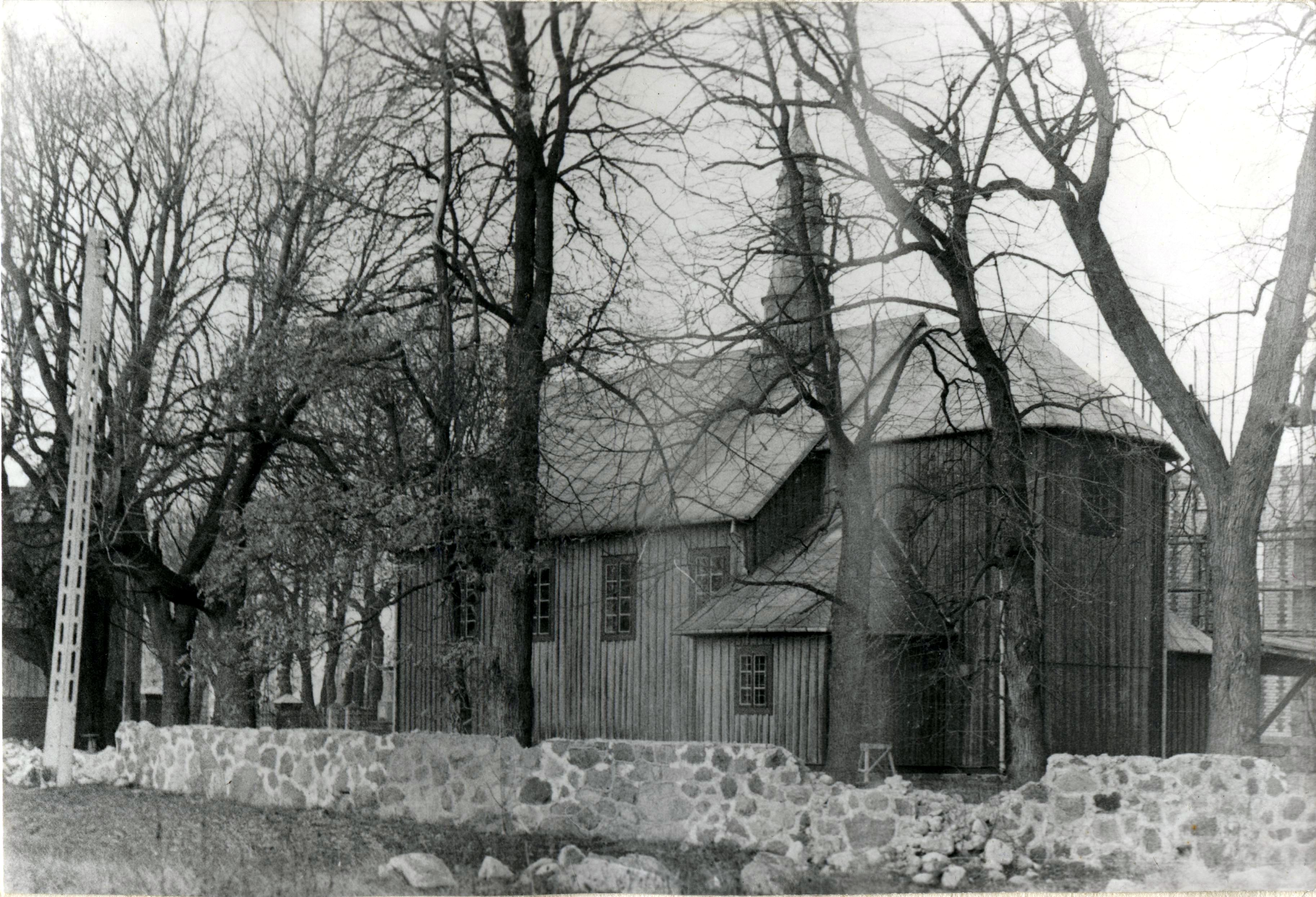
Widok od strony prezbiterium

Kościół był trójnawowy, nawa główna była wyższa niż boczne, a prezbiterium węższe i niższe od korpusu kościoła, zamknięte trójbocznie. Po obu stronach prezbiterium zaplanowano zbliżone do kwadratów pomieszczenia: zakrystię na wschodzie i składzik na zachodzie. Prezbiterium od nawy głównej oddzielała balustrada tralkowa. Na dachu umieszczono ośmioboczną sygnaturkę z baniastym daszkiem zwieńczonym krzyżem.

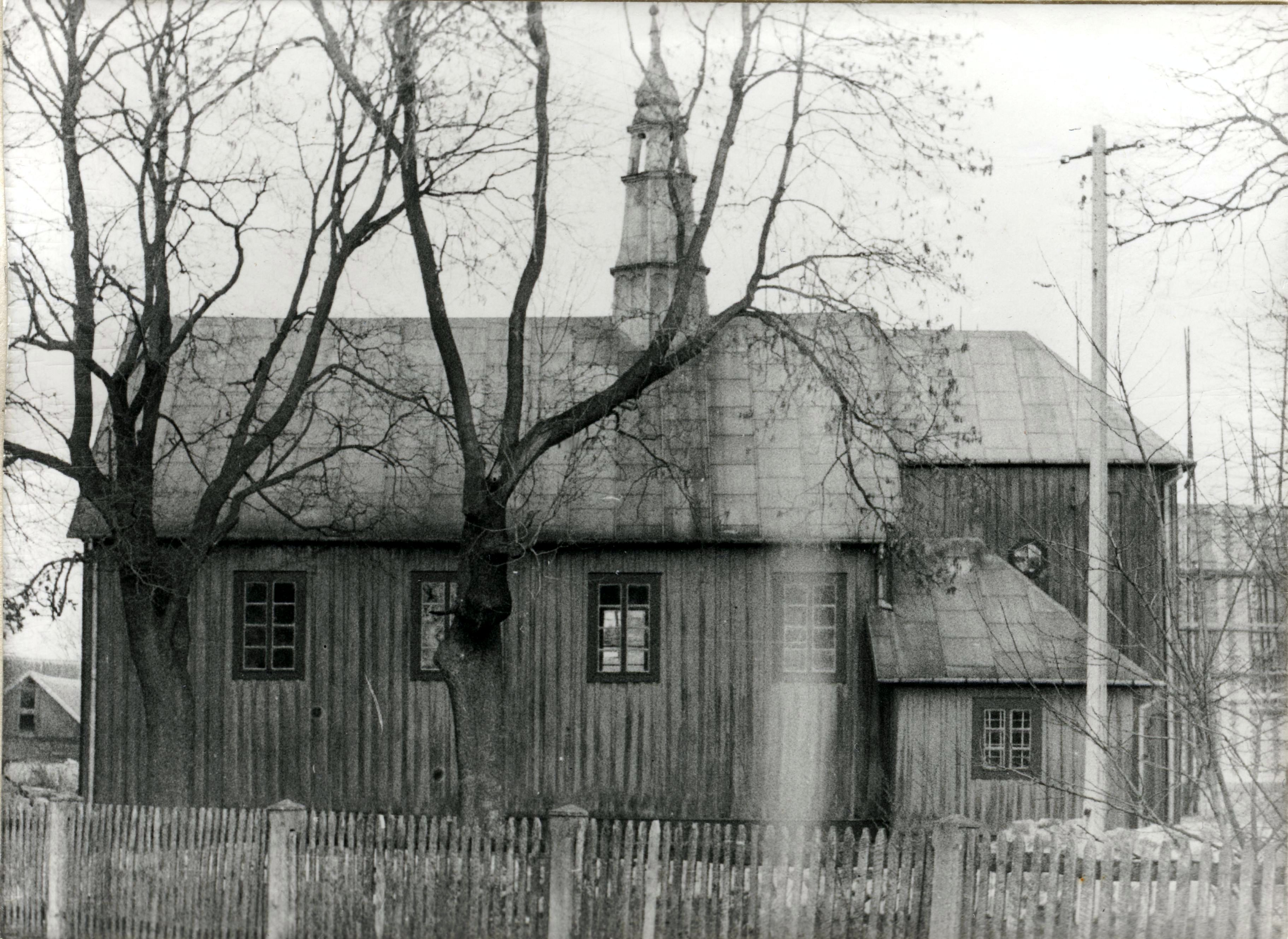
Widok z boku

Nawa główna przykryta była stropem z fasetą, w zakrystii i składziku strop był płaski. Nawę główną od bocznych rozdzielały trzy pary słupów. Chór muzyczny stał na czterech słupach. Okna w nawie były prostokątne dwudzielne, 8-kwaterowe (w ścianie południowej cztery, w ścianie północnej trzy). W prezbiterium zamontowano dwa okna ośmioboczne. W ścianach bocznych były również świetliki. Prostokątne okno umieszczono też nad drzwiami frontowymi. Wyżej, w połowie szczytu, umieszczono kolejne okno. Okienka w szczycie były dwudzielne i trzypoziomowe. W zakrystii i składziku okna były prostokątne, dwudzielne, 6-kwaterowe. Do kościoła wchodziło się przez dwuskrzydłowe drewniane drzwi, potem przez kruchtę. Stało w niej kamienne aspersorium. Wisiał tu ludowy krucyfiks z II połowy XIX wieku.
W 1961 wnętrze kościoła pokryto polichromią. Na stropie, na osi słupów, namalowano dekoracyjne pasy z wicią roślinną i kiściami winnego grona. Pomiędzy wiciami umieszczono symbole chrześcijańskie: ryby, pawie, kielich z hostią, gołębicę, Oko Opatrzności, krzyż, altówkę. Nad przęsłami skrajnymi nawy wymalowano feniksa (lub orła) oraz słońce w aureoli, a z drugiej strony węża ułożonego w koło oraz rybę. Na fasetach w nawie głównej wymalowano popiersia ewangelistów: na stronie lekcji św. Mateusza i św. Łukasza, na stronie ewangelii św. Marka i św. Jana. Pod każdą z postaci umieszczono jej symbol, odpowiednio: anioł, wół, uskrzydlony lew, orzeł. W nawie na stronie lekcji wymalowano patrona parafii św. Floriana, na stronie ewangelii – Michała Archanioła. Na stropie prezbiterium umieszczono Chrystusa Zmartwychwstałego. W zwieńczeniu ścian prezbiterium fasety udekorowano wizerunkami aniołów. Poniżej tych malowideł umieszczono obrazy: na stronie ewangelii Zwiastowanie NMP, na stronie lekcji nawiedzenie św. Elżbiety przez Maryję. Okna udekorowano fryzem z uskrzydlonymi główkami aniołków oraz wicią roślinną. Na parapecie chóru muzycznego wymalowano: po prawej króla Dawida z harfą, po lewej św. Cecylię grającą na organach, między nimi zaś aniołów w przyklęku grających na gitarze i altówce.

## Wyposażenie
Na styku prezbiterium i nawy, przy łuku tęczowym, nadwieszono ambonę z drewna sosnowego, zbudowaną przez Mikołaja Wilgę (ok. 1855–1931) ze Stegny i jego syna Antoniego (1903–1985). Po stronie lekcji umieszczono drewnianą chrzcielnicę. Na ścianach zawieszono stacje drogi krzyżowej w formie obrazów malowanych na płótnie.
Ławki i konfesjonały pojawiły się między 1924 a 1929, za probostwa ks. Wacława Woźniaka. Wszystkie meble zostały zniszczone w czasie II wojny światowej. Przed 1953 zakupiono 12 ławek, wymienionych na nowe w drugiej połowie lat 70. XX wieku. Część ławek stała w składziku (zwanym zakrystią bracką), gdzie przechowywano m.in. paramenty do procesji eucharystycznej.
Do 1922 w kościele zamontowano ołtarze główny i boczne, które przerobiono z ikonostasu z rozebranej w 1918 cerkwi pw. Narodzenia NMP w Przasnyszu. Ołtarze, określane jako secesyjne, zbudował Mikołaj Wilga ze Stegny. W centrum ołtarza umieszczono przedstawienie Wniebowzięcia NMP wzorowane na dziele Murilla. W prawym polu ołtarza znajdował się obraz ofiarowania Jezusa w świątyni, a po lewej przedstawienie Świętej Rodziny w czasie ucieczki do Egiptu. W nastawie znalazło się przedstawienie Ostatniej Wieczerzy na podstawie dzieła Leonarda da Vinci. W szczycie znajdował się kielich z hostią, a poniżej Oko Opatrzności. Szczyt wieńczył krzyż. Przy tabernakulum stały figury adorujących aniołów, gipsowa rzeźba Niepokalanej datowana na II ćwierć XX wieku oraz metalowy krucyfiks z przełomu XIX i XX wieku, jeden z niewielu elementów wyposażenia pierwszego kościoła w Jednorożcu, który przetrwał I wojnę światową.
W ołtarzach bocznych zamieszczono neobarokowe obrazy: na stronie lekcji św. Floriana i na stronie ewangelii Chrystusa na Górze Oliwnej. Od 1967 w górnej części prawego ołtarza bocznego wisiał obraz Matki Bożej Nieustającej Pomocy, dar Bronisławy Zasadzkiej z Biłków (1905–1993) z Jednorożca przywieziony z Częstochowy. Po zbudowaniu murowanego kościoła pw. Wniebowzięcia NMP obraz przeniesiono do nowej świątyni. Jest do niego przypisany odpust zupełny. Nad obrazem w lewym ołtarzu bocznym zawieszono wizerunek Najświętszego Serca Jezusa.
Przed 1924 sprawiono fisharmonię. Została uszkodzona w czasie II wojny światowej. Po 1945 sprowadzono inny instrument i przez jakiś czas na chórze stały oba. W 1967 zakupiono nowe sześciogłosowe organy z jednym manuałem i pedałem. Środki pochodziły m.in. z ofiar jednorożeckich emigrantów w USA. Organy zbudował Fabian Jarzymowski.

## Galeria

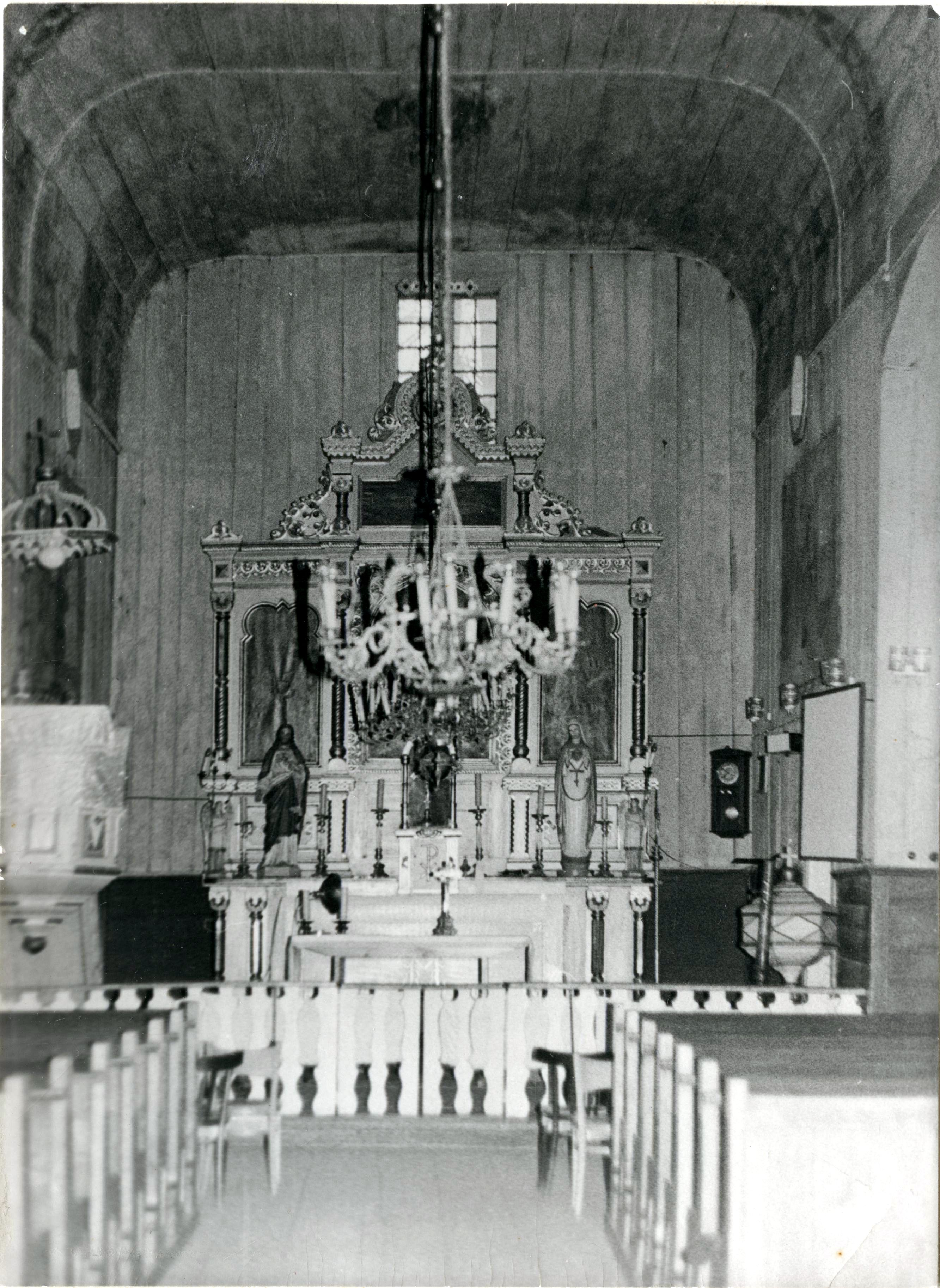
Widok na prezbiterium
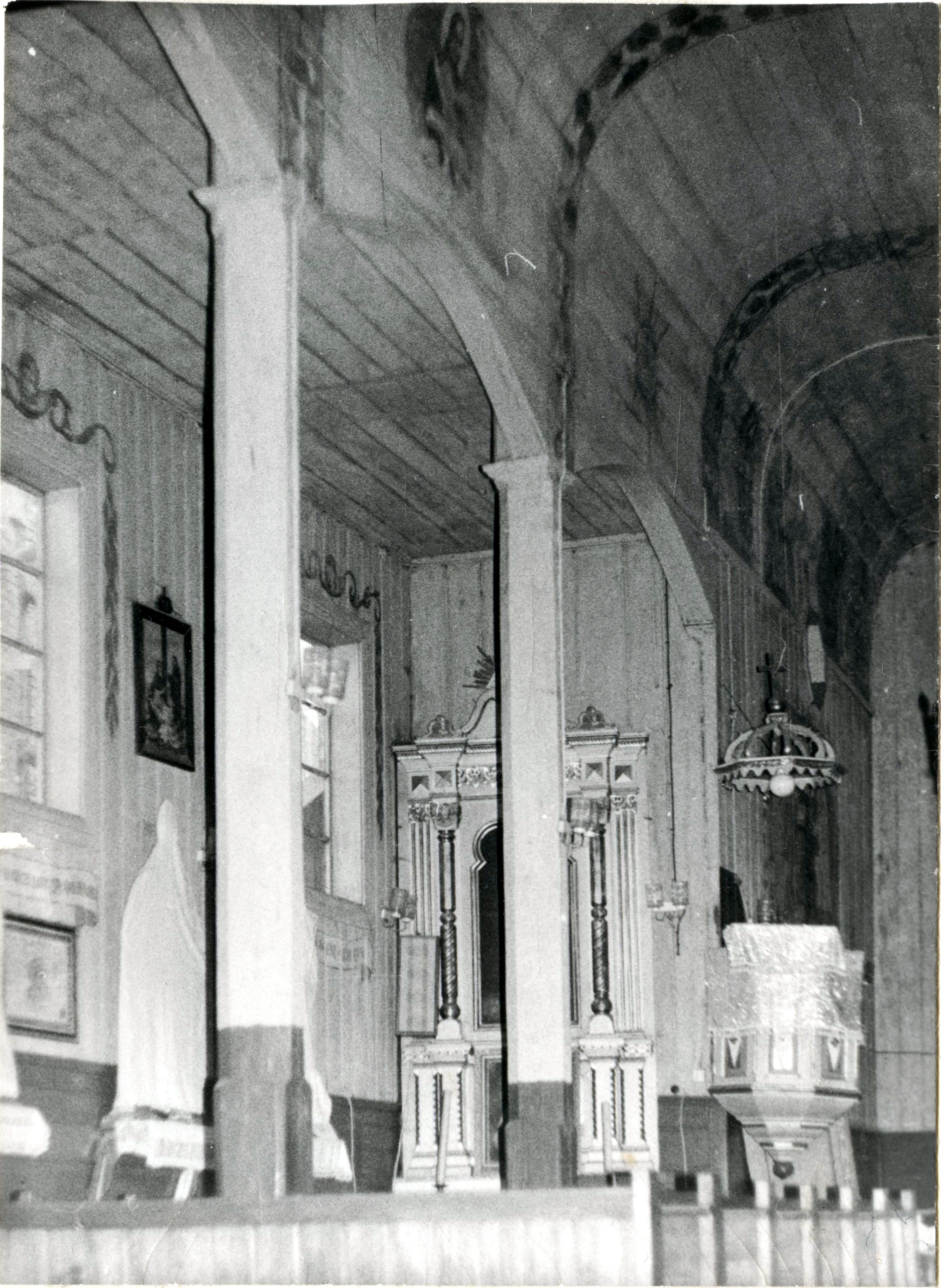
Widok na nawę boczną
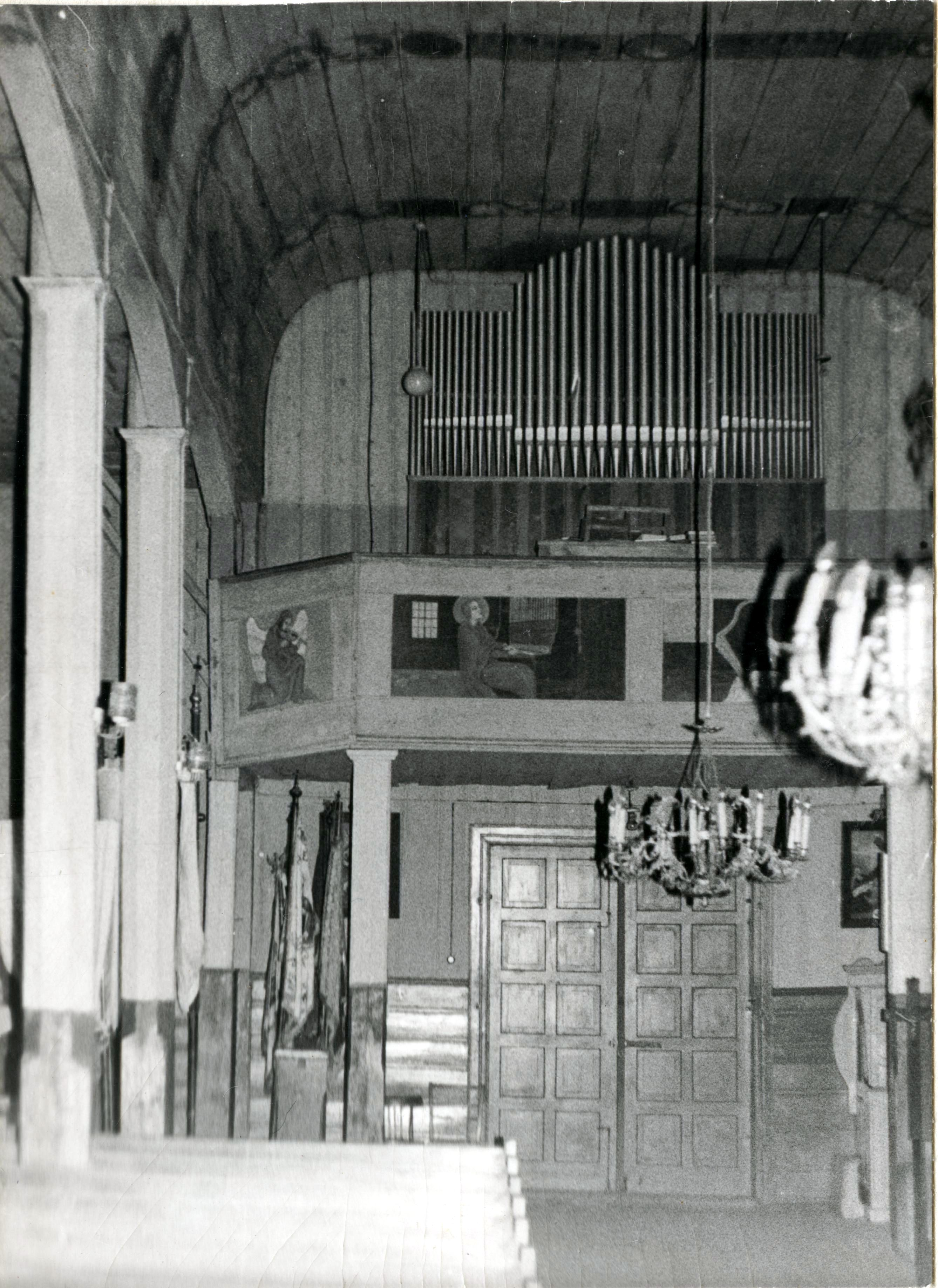
Widok na chór muzyczny
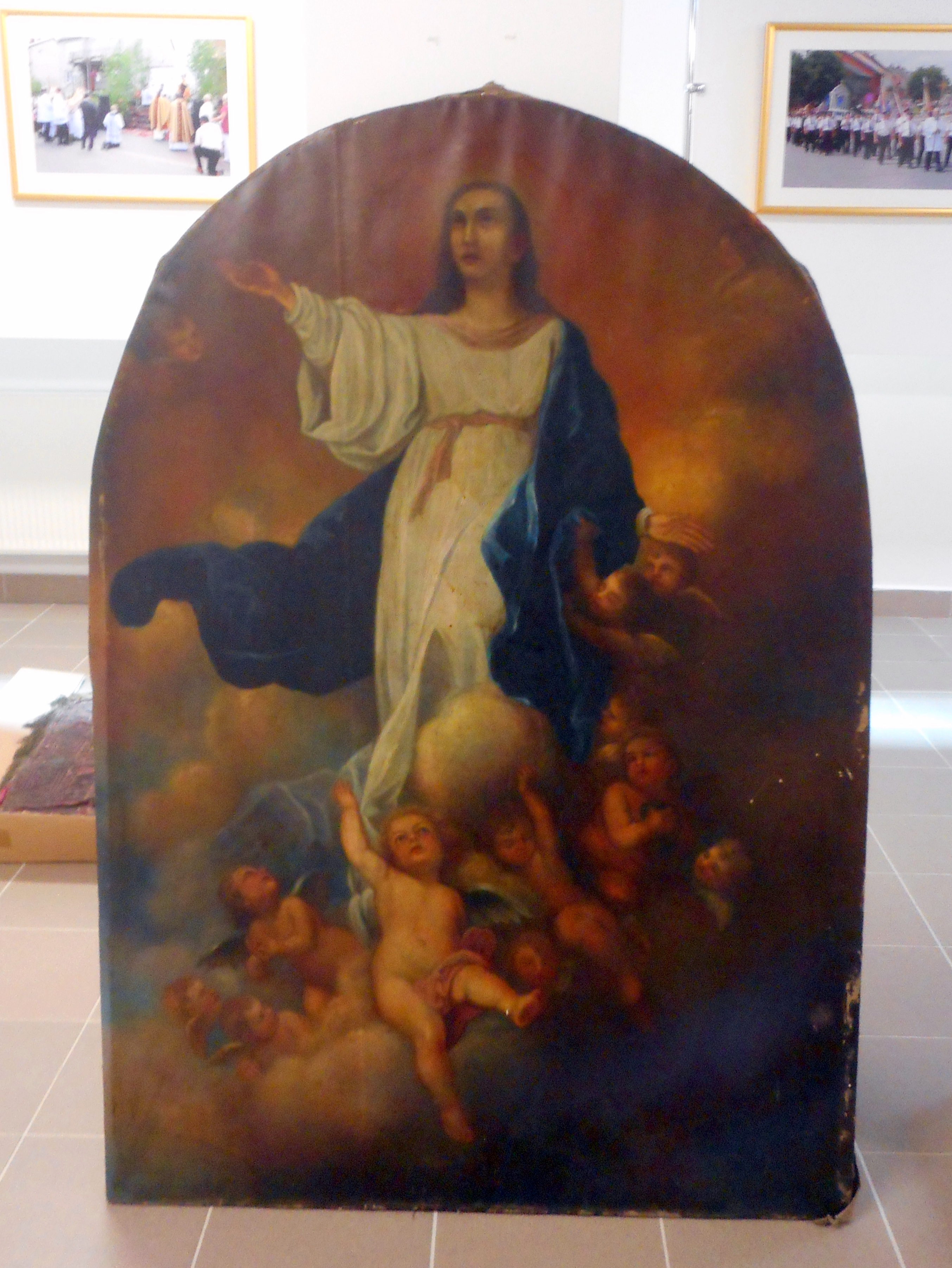
Centralny obraz z ołtarza głównego
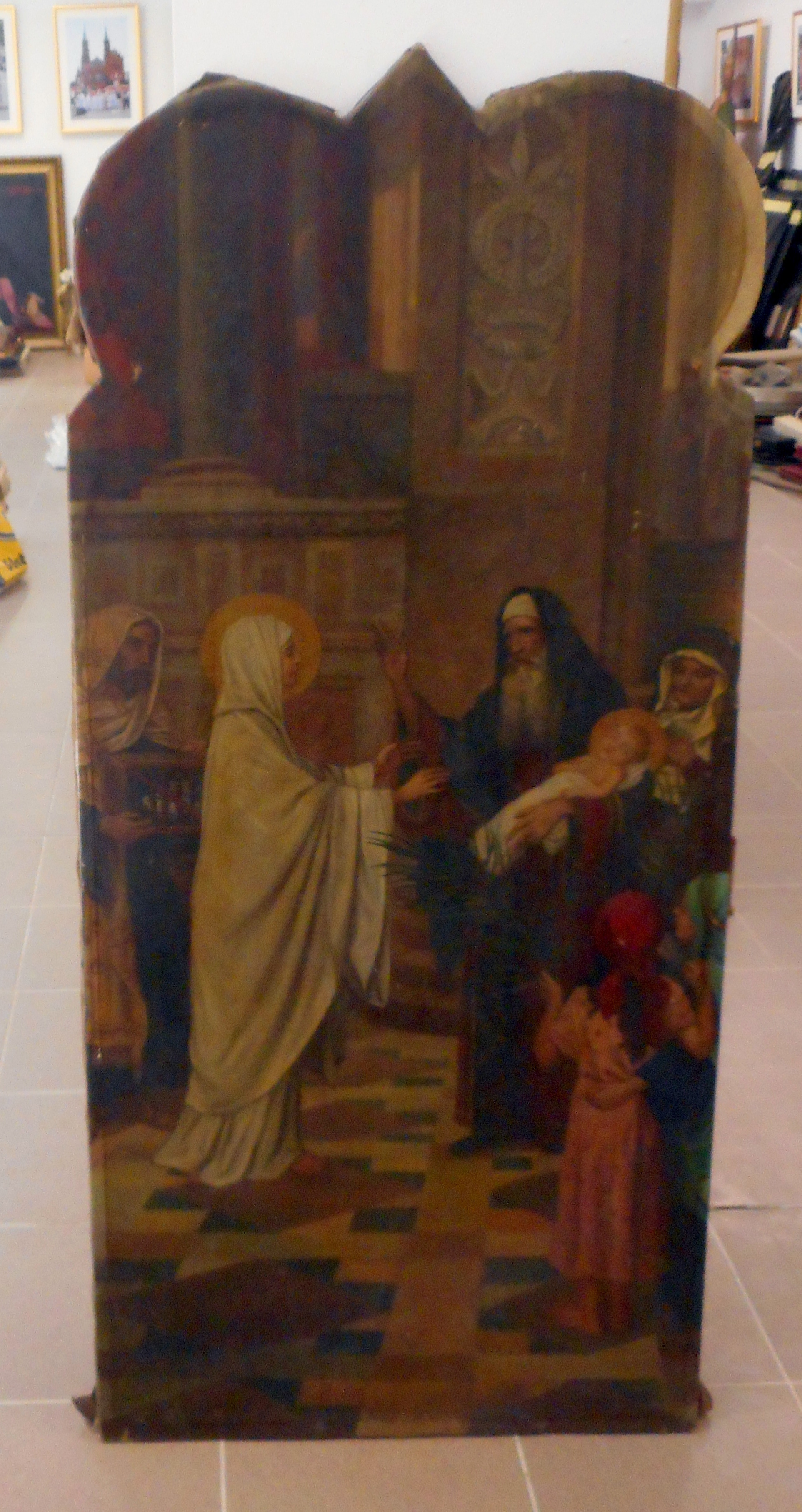
Boczny obraz z ołtarza głównego
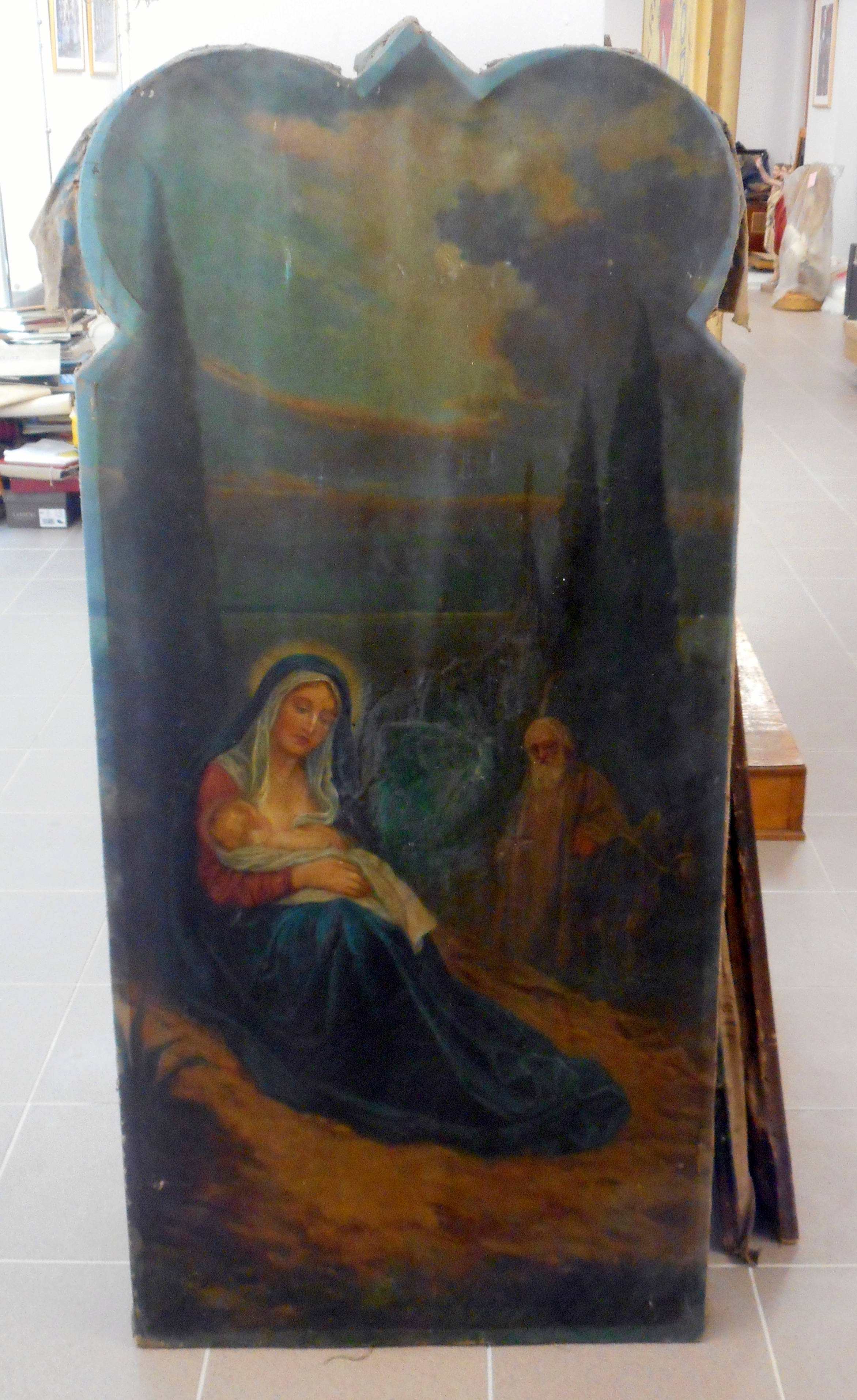
Boczny obraz z ołtarza głównego
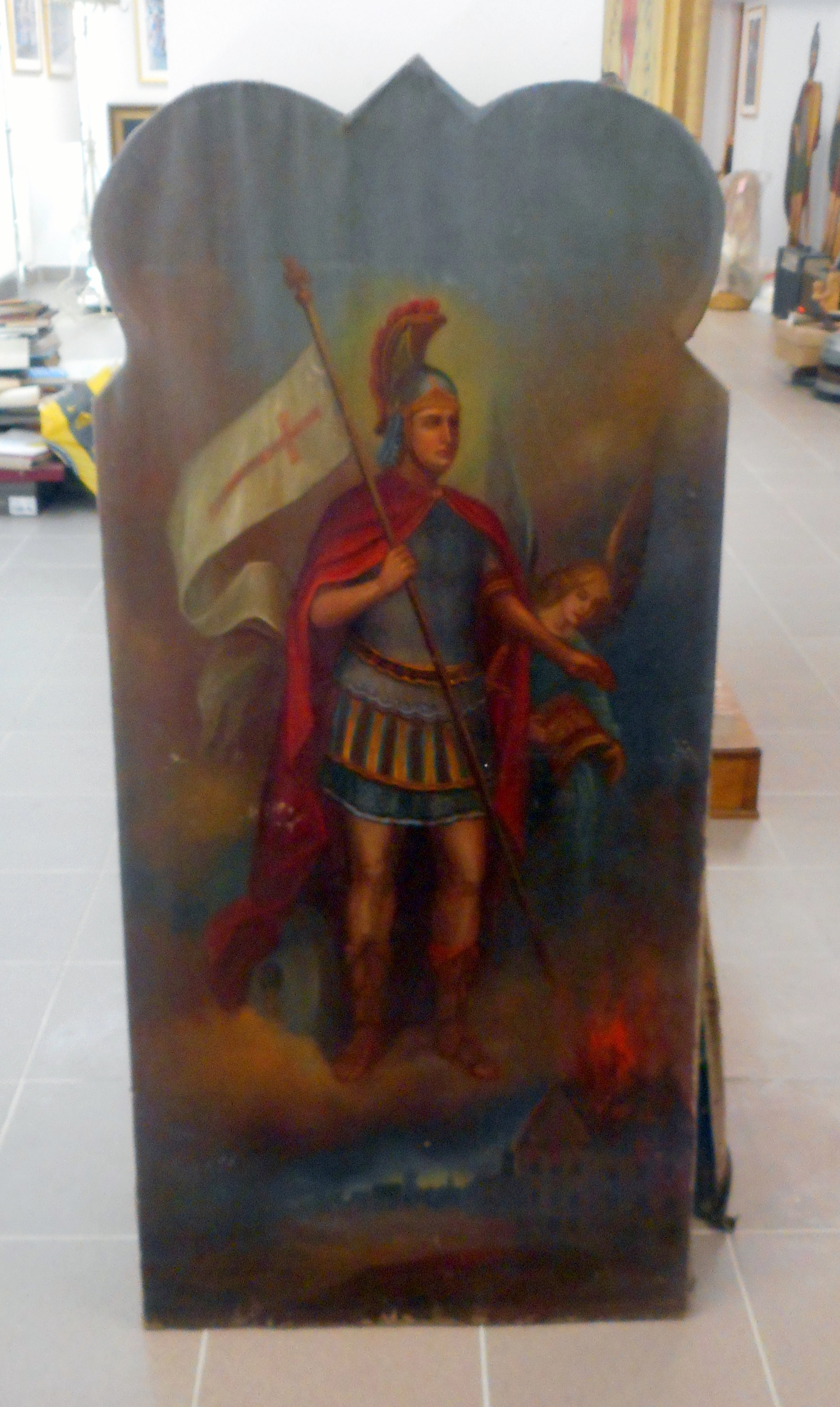
Obraz z ołtarza bocznego
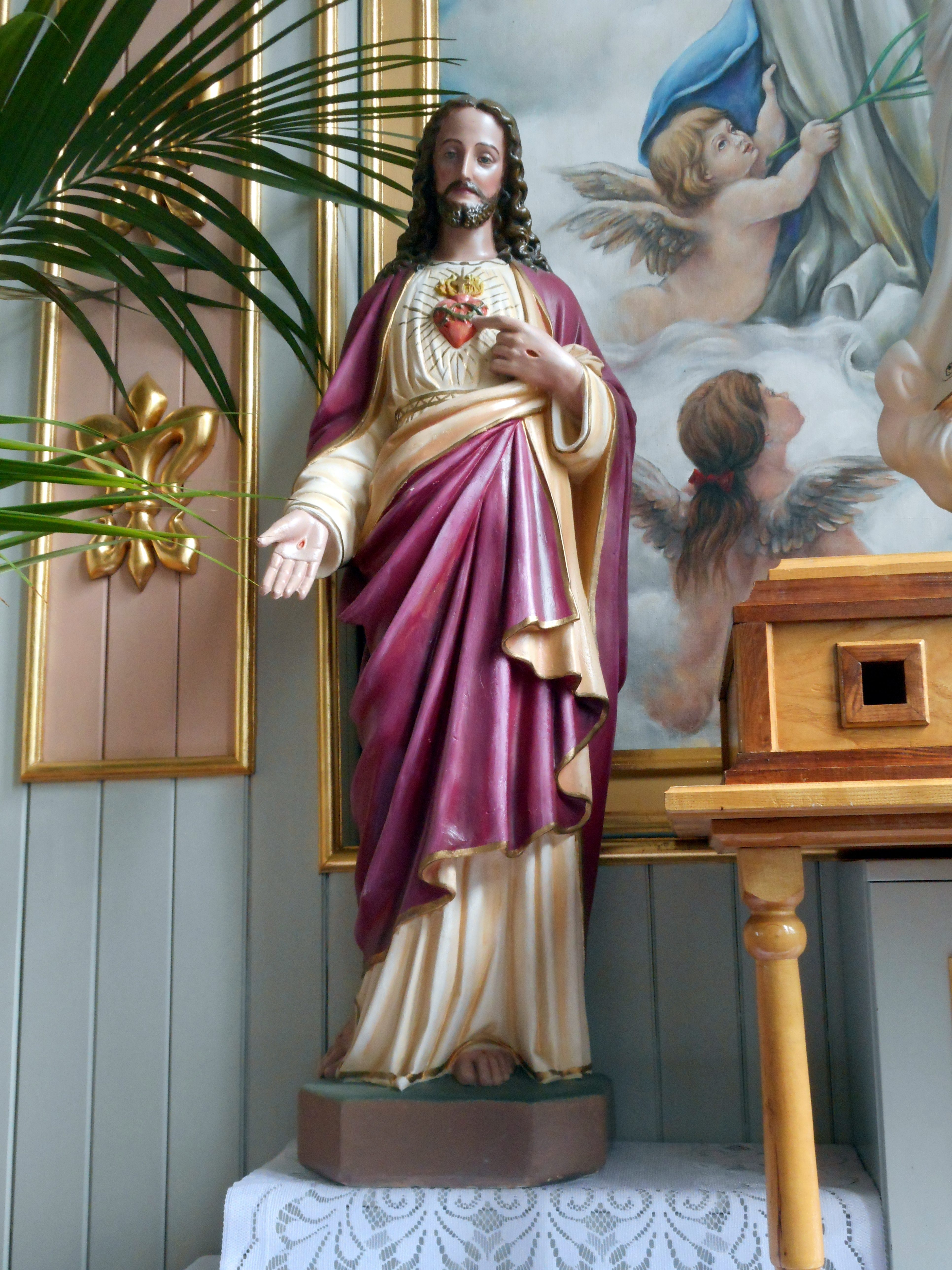
Figura Jezusa ze starego kościoła ustawiona w nowym pw. Wniebowzięcia NMP
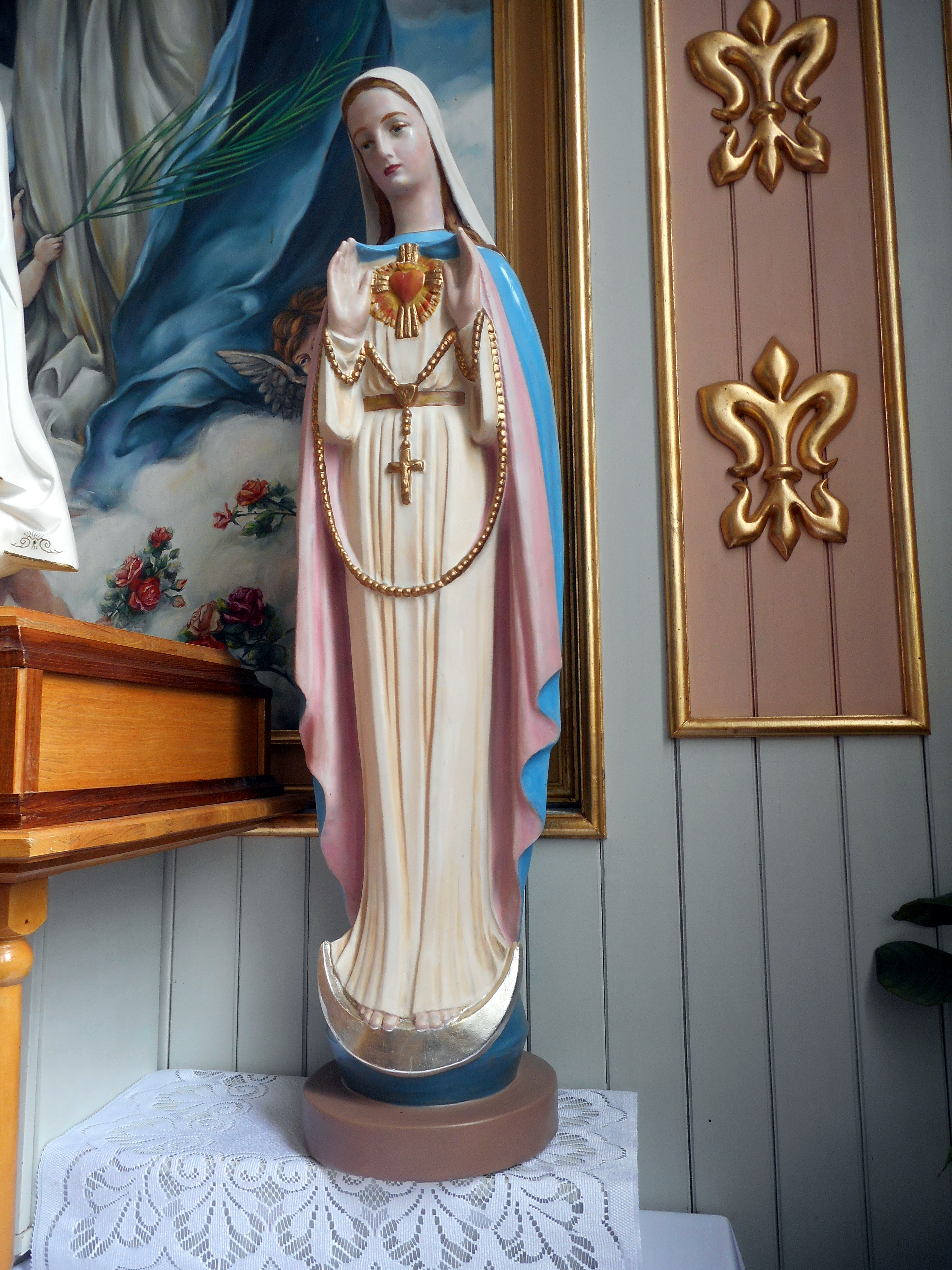
Figura Maryi ze starego kościoła ustawiona w nowym pw. Wniebowzięcia NMP